# Michael Haneke
Michael Haneke (Múnich, Alemania, 23 de marzo de 1942) es un director y guionista de cine austríaco conocido por su estilo sombrío, turbador e inquietante. Sus películas a menudo tratan problemas de la sociedad moderna y suelen causar controversia. Haneke ha trabajado en televisión‚ teatro y cine. 
En 2005 obtuvo el premio a la mejor dirección por su película Caché en el Festival de Cine de Cannes, así como el premio de la FIPRESCI y el premio del Jurado Ecuménico del mismo festival. Ese año Caché sería la gran triunfadora en los Premios del Cine Europeo con cinco galardones, entre ellos los de mejor película y mejor director. El 24 de mayo de 2009 obtiene la Palma de Oro en la 62.ª edición del Festival de Cannes por su trabajo Das Weiße Band (La cinta blanca), premio que volvería a ganar 3 años después, el 27 de mayo de 2012 en la 65.ª edición del Festival con Amour. En 2012 Europa se rinde ante el director, otorgándole cuatro premios en la gala del cine europeo.

## Biografía
Michael Haneke es hijo del director y actor alemán nacido en Düsseldorf Fritz Haneke y de la actriz austríaca Beatrix Degenschild. Haneke creció en la pequeña ciudad de Wiener Neustadt con la familia de su madre. Sus padres se divorciaron cuando era pequeño. Asistió a la Universidad de Viena para estudiar filosofía, psicología y drama después de fracasar en sus primeros intentos en la actuación y la música. Después de graduarse en 1965, se convirtió en un crítico de cine y entre 1967 y 1970 trabajó como editor y dramaturgo en la estación televisiva del sur de Alemania Südwestfunk. Como dramaturgo dirigió varias producciones escénicas en Alemania, entre ellas obras de Strindberg, Goethe y Heinrich von Kleist en Berlín, Múnich y Viena. Hizo su debut como director televisivo en 1973.
Desde 2002 ejerce como profesor de dirección en la Academia de Cine de Viena. En sus clases intenta transmitir sus conocimientos fílmicos a sus estudiantes, haciendo especial hincapié en la dirección de actores, ya que para él es la base de la credibilidad real y emocional total de una escena.
Desde 2006 se dedica también a la dirección de ópera, siendo Don Giovanni y Cosi fan tutte de Mozart sus producciones más notables.
Michael Haneke está casado desde 1983 con la propietaria de un negocio de antigüedades de Viena. Él mismo describe a su mujer como su crítico más agudo e importante de su trabajo.
El 9 de mayo de 2013 fue elegido como Premio Príncipe de Asturias de las Artes 2013, premios que se celebran anualmente en la Ciudad de Oviedo, Asturias, España en el mes de octubre.

## Obra
La película con la que Haneke debutó fue El séptimo continente de 1989, que sirvió para trazar su estilo violento y grueso que florecería en los años siguientes. Tres años después, la controvertida El vídeo de Benny colocó el nombre de Haneke en el mapa. El gran éxito de Haneke llegaría en 2001 con su película más aclamada por la crítica La pianista. La película ganó el prestigioso Gran Premio en el Festival de Cine de Cannes de 2001 y también ganaron sus protagonistas, Benoit Magimel e Isabelle Huppert, los premios de mejor actor y actriz. Ha trabajado con Juliette Binoche en dos ocasiones, después de que ella expresase interés en trabajar con él. Una de esas películas fue Caché, película en donde el director ganó el premio a Mejor director en Cannes y a Mejor película en la ceremonia de Premios del Cine Europeo
En 2007, debutó en el mercado norteamericano, con la versión de su película Funny Games, que fue producida por la actriz Naomi Watts, quien también actuó en esta película. En 2009 logra ganar la Palma de Oro en el Festival de Cine de Cannes, por su película La cinta blanca, película que ganó el Globo de Oro a la mejor película en lengua no inglesa y obtuvo nominaciones a mejor película extranjera y a mejor fotografía en los premios Óscar.
En 2018, el director austríaco ha confesado que será el encargado de dirigir una serie de televisión llamada Kelvin's Book, una distopía situada en el futuro.
Haneke se declara admirador de los directores de cine Kiarostami y Bruno Dumont.

## Temas
Haneke deconstruye las estructuras narrativas tradicionales para lograr un distanciamiento brechtiano. Su provocativa forma de narrar busca sobre todo hacer pensar al espectador y sacarle de sus cómodas convenciones cinematográficas situándole en encrucijadas donde todo es posible. En ese sentido, el precedente de Michelangelo Antonioni ha sido fundamental para él.

Son una llamada a un cine que aporte insistentes cuestiones en lugar de respuestas falsas (por lo excesivamente rápidas), que clarifique las distancias en lugar de violar la cercanía, que abogue por la provocación y el diálogo en lugar de la consunción y el consenso.

Rechazando lo que considera convenciones estándar de tiempo, construcción del suspense y continuidad lógica, Haneke no teme llegar a ser aburrido, irritante o frustante. Sus películas son consideradas como muy inmediatas y realistas sin ser simplistas. Es muy posible que trate acerca de una sociedad que no sabe cómo amar —o en todo caso cómo odiar— y sus películas son en diversos modos un intento por afinar los sentimientos del público y sus respuestas hacia el mundo. El ritmo de sus filmes es lo más particular: no necesita extender más de lo ordinario la duración de sus narraciones (generalmente sin verdaderas intrigas) o sus planos, incluyendo en la mayor parte de sus obras periodos de inacción, de vacío, de frustración y de irritación. Es, sobre todo, en la representación de la violencia en lo que el cineasta innova, sin estilizarla ni volverla espectacular. Sin exuberancia, la barbarie aparece en la progresión dramática misma de cada uno de sus filmes de manera estructural. Es, por otra parte, a menudo más sugerida que verdaderamente mostrada, manifestada sin subrayado alguno y generalmente jamás está justificada o motivada, lo que vuelve su puesta en escena aún más seca y brutal. De manera implacable el realizador busca sin cesar poner al espectador en una situación incómoda, alterando las maneras tradicionales y su manera de percibir o de recibir una obra cinematográfica. Deseando provocar reacciones vivas y emotivas, Haneke intenta interrogar sobre la responsabilidad del testigo ante las escenas expuestas, planteando cuestiones de orden social, político, histórico, cultural o moral sin jamás aportar respuestas claramente establecidas. Un trasfondo cultural y filosófico denso se percibe detrás de cada una de sus obras.
Entre sus temas recurrentes están: 
- La introducción de una fuerza malévola en la confortable vida burguesa, como se ve en Funny Games y en Caché.
- Una actitud crítica contra los medios masivos, en especial la televisión, como sucede en Funny Games, donde algunos de los personajes son conscientes de pertenecer a una película.
- La incomunicación o incapacidad de poderse comunicar directamente con el otro, presente en Benny´s Video y Caché.
- Imágenes de maltrato animal: el director defiende que al espectador de cine le impresiona más la muerte de un animal que la de una persona, pues da por hecho que la muerte de la persona es ficticia. Para conseguir mayor impacto, en muchas de sus películas incluye escenas en las que aparece la muerte de un animal. En la mayoría de los casos es ficticia, así ocurre con uno de los caballos en El tiempo del lobo, entrenado para caer; sin embargo la muerte de otro caballo es real, filmada en un matadero donde se iba a sacrificar, ya que en Austria no se permite el maltrato gratuito de animales. En El séptimo continente aparece la muerte de un pez, pero es ficticia ya que el pez fue de nuevo introducido en el agua.[3] En El vídeo de Benny, el protagonista graba como disparan a un cerdo en la cabeza (escena real), la cual es rebobinada y puesta a cámara lenta, y aparece de nuevo en varias ocasiones de la película. En Caché el protagonista tiene un sueño en el que se decapita a una gallina, y ésta sigue dando saltos después de decapitada; escena también real.[cita requerida]

## Filmografía
- 1989 Der siebente Kontinent - El séptimo continente.
- 1992 Benny's Video - El vídeo de Benny.
- 1993 Die Rebellion - La rebelión.
- 1994 71 Fragmente einer Chronologie des Zufalls] - 71 fragmentos de una cronología al azar.
- 1995 Der Kopf des Mohren - La cabeza de las zanahorias (guion).
- 1997 Funny Games.
- 1997 Das Schloß - El castillo.
- 2000 Código desconocido.
- 2001 La pianiste - La pianista. Adaptación de la novela La pianista de la autora austriaca Elfriede Jelinek. Gran Premio del Jurado (Festival de Cannes).
- 2003 El tiempo del lobo.
- 2005 Caché o Escondido. Premio al mejor director en el Festival de Cannes y premio a la mejor película y mejor director de los Premios del Cine Europeo 2005.
- 2007 Funny Games U.S. - Juegos Sádicos, remake en EE. UU.
- 2009 Das Weiße Band - La cinta blanca. Palma de Oro en el Festival de Cannes. Globo de Oro a la mejor película extranjera.
- 2012 Amor. Óscar a mejor película de habla no inglesa. Palma de Oro en Festival de Cannes. Globo de Oro a la mejor película en lengua no inglesa.
- 2017 Happy End.

## Premios y distinciones
Premios Óscar
| Año  | Categoría                          | Película        | Resultado |
| ---- | ---------------------------------- | --------------- | --------- |
| 2010 | Mejor película en habla no inglesa | La cinta blanca | Nominado  |
| 2013 | Mejor película en habla no inglesa | Amor            | Ganador   |
| 2013 | Mejor director                     | Amor            | Nominado  |
| 2013 | Mejor guion original               | Amor            | Nominado  |

Premios Globo de Oro
| Año  | Categoría                 | Película        | Resultado |
| ---- | ------------------------- | --------------- | --------- |
| 2009 | Mejor película extranjera | La cinta blanca | Ganador   |
| 2012 | Mejor película extranjera | Amor            | Ganador   |

Festival Internacional de Cine de Cannes
| Año  | Categoría              | Película        | Resultado |
| ---- | ---------------------- | --------------- | --------- |
| 2001 | Gran Premio del Jurado | La Pianiste     | Ganador   |
| 2005 | mejor director         | Caché           | Ganador   |
| 2009 | Palma de Oro           | La cinta blanca | Ganador   |
| 2009 | Premio FIPRESCI        | La cinta blanca | Ganador   |
| 2012 | Palma de Oro           | Amor            | Ganador   |

Premios BAFTA
| Año  | Categoría                 | Película | Resultado |
| ---- | ------------------------- | -------- | --------- |
| 2012 | Mejor película extranjera | Amor     | Ganador   |

Premios César
| Año  | Categoría                         | Película | Resultado |
| ---- | --------------------------------- | -------- | --------- |
| 2013 | Mejor película                    | Amor     | Ganador   |
| 2013 | Mejor director                    | Amor     | Ganador   |
| 2013 | Mejor guion original o adaptación | Amor     | Ganador   |